# El expediente Odessa
El expediente Odessa o simplemente Odessa (The Odessa File) es una novela de suspenso escrita por Frederick Forsyth en 1972, sobre una lucha entre un joven reportero alemán y ODESSA, una organización para facilitar la huida de ex SS a través de las llamadas rutas de ratas.

## Sinopsis
La historia comienza el 22 de noviembre de 1963, el día en el que John F. Kennedy fue asesinado. Un joven reportero alemán acierta a ver una ambulancia en una carretera. Persigue a la ambulancia y descubre que lleva a un anciano judío, sobreviviente del holocausto, que se acababa de suicidar. El reportero obtiene el diario del hombre, que contiene información sobre su vida en los campos de concentración de la Segunda Guerra Mundial, y los nombres de los miembros de las SS que controlaron los campos. Él se propone cazar a un Nazi que es mencionado en el diario, no solamente para tener tema para una portada sensacionalista, sino también por una razón develada durante la trama. La cacería humana comienza y conduce a los personajes al oscuro mundo de ODESSA en una secuencia de Thriller muy bien hilvanado por el autor.
Simon Wiesenthal, investigador histórico en la vida real de criminales de guerra nazis, tiene una breve aparición como un personaje de la novela

## Película
La novela fue adaptada al cine con la película Odessa, de 1974, protagonizada por Jon Voight y Maximilian Schell, y dirigida por Ronald Neame. Aunque la película se basaba más bien vagamente en el libro, dio a conocer mundialmente la vida real del "Carnicero de Riga", Eduard Roschmann. 
- Datos: Q1211006